# Lou X
Lou X, pseudonimo di Luigi Martelli (Tortoreto, 18 ottobre 1971), è un rapper italiano.
Salito alla ribalta dell'hardcore rap italiano nel periodo in cui nasceva il movimento delle posse, oltre a pubblicare dischi a suo nome, ha collaborato col gruppo romano Assalti Frontali, con cui ha lavorato all'album Terra di nessuno, con C.U.B.A. Cabbal, DJ Disastro e i milanesi Piombo a Tempo. Inoltre ha collaborato anche all'album Provincia di piombo delle Menti Criminali alla traccia Una sola famiglia. Nel 2015 il rapper Mezzosangue (rapper) utilizza la sua voce all'interno della canzone "Senza Dio Né Stato". 
Nel 2025 Dj Shocca usa un campione di “Dove Sono i Bastardi” dell’album “A Volte Ritorno”, nel brano “Giorni di Piombo” del suo ultimo album “60 Hz II”.
MC fondamentale per le origini del rap italiano, con album come Dal basso, si è contraddistinto per la grinta e per la capacità di coinvolgere nei live e per un atteggiamento di lotta in evoluzione, seppur basata su una profonda consapevolezza.

## Biografia
Comincia ad ascoltare musica rap a 17 anni.
Nel 1991 pubblica Rappresaglia, il suo primo demo, autoprodotto, reperibile solo in audiocassetta.
Nel 1993 ha pubblicato insieme al beatmaker Disastro l'album Dal basso distribuito dalla Cordata, etichetta nata all'interno del centro sociale Forte Prenestino di Roma. Il disco, di genere hardcore rap, suona politicizzato ma di grande impatto per la rabbia e l'urgenza di esprimersi.
Nello stesso anno insieme a C.U.B.A. Cabbal sancisce la lunga collaborazione live nei centri sociali con i milanesi Piombo a Tempo (ex Lion Horse Posse) con lo storico pezzo La Lista contenuta nell'album Cattivi maestri di Piombo a Tempo uscito per la Flying Records, che cattura l'atmosfera del rap militante e di strada che cresceva in Italia.
Il suo secondo album, A Volte Ritorno del 1995, rimane sull'orma del primo lavoro per quanto riguarda i testi, creando efficaci scenari di illegalità quotidiana, pur denotando venature di dub e trip hop; è un disco scuro e a tratti inquietante, uno dei precursori di quella che sarà la scena italiana. L'album è stato insolitamente distribuito dalla major discografica BMG, che comunque lascia completa libertà d'espressione al rapper il quale, grazie al supporto promozionale di una grande etichetta, raggiunge col singolo "La Raje" (in dialetto abruzzese "la rabbia", brano che utilizza un campionamento di "Summer madness" dei Kool & The Gang del 1974) la playlist di Videomusic e la programmazione dei network radiofonici. La scelta di affiliarsi ad una major viene giustificata soprattutto dalla mancanza, subito smentita da Lou X, di una organizzazione solida alle spalle come può essere il Forte Prenestino per gli Assalti Frontali. In realtà la stessa BMG aveva già da tempo manifestato interesse per Lou X, così come per Assalti Frontali (che firmeranno in seguito con la major, pubblicando l'album Banditi). Il successo dell'album A Volte Ritorno, suggellato da un tour che porterà Lou X e la crew di Costa Nostra sui palchi dei club di tutta Italia e in grandi festival estivi (memorabile una sua esibizione sul palco del festival di Sonoria, il concerto con i Cypress Hill a Roma e il breve e potentissimo set sul palco del 1º maggio nel Concertone di Piazza San Giovanni, che però non venne trasmesso dalla TV), creò anche delle riflessioni all'interno della crew. Prova ne è il fatto che il successivo e terzo album "La Realtà, La Lealtà e Lo Scontro", ancora più oscuro del precedente, non venne promosso per espressa scelta dello stesso artista. Il quale chiese e ottenne dalla label di non fare uscire singoli o realizzare video per il lancio dell'album. 
Infatti dopo aver rotto il contratto con la BMG diserterà sempre di più l'ambiente musicale ufficiale ritornando così alle origini abbandonando definitivamente i live.
Del 1995 è anche il progetto Costa Nostra assieme a C.U.B.A. Cabbal, Dsastro ed Eko; dal progetto è nato il successivo album La realtà, la lealtà e lo scontro del 1998 distribuito anch'esso dalla BMG.
Nel 2001 Lou X ha collaborato al disco Alla corte de lo governatore di C.U.B.A. Cabbal sulla traccia Essi ridono.
Nel 2005 Lou X ha collaborato al successivo disco The Dervish Made Me Do It di C.U.B.A. Cabbal sulla traccia Reportage dal fronte.
Dopo una parentesi nel progetto Unità Di Crisi assieme a C.U.B.A. Cabbal e Leleprox, nel 2007 e nel 2008 collabora con Detox nella realizzazione di due canzoni. Nel 2014 compare nel video del brano "Suona Ancora" di Aban, con il quale collabora nello stesso anno nel brano "A ferro e fuoco", co-producendo la traccia e cantando il ritornello.

## Discografia

### Album demo
- 1991 – Rappresaglia (solo musicassetta)

### Album in studio
- 1993 – Dal basso (con DJ Dsastro, ristampato nel 2015)
- 1995 – A volte ritorno (con DJ Dsastro, ristampato nel 2019[1])
- 1998 – La realtà, la lealtà e lo scontro (ristampato nel 2017)

### Collaborazioni
- 1992 – Assalto Frontale (da Terra di nessuno degli Assalti Frontali)
- 1994 – Una sola famiglia (da Provincia di piombo delle Menti Criminali)
- 1994 – La lista (da Cattivi maestri dei Piombo a Tempo)
- 2001 – Essi ridono (da Alla Corte De Lo Governatore di C.U.B.A. Cabbal)
- 2005 – Reportage dal fronte (da The Dervish Made Me Do It di C.U.B.A. Cabbal)
- 2014 – A ferro e fuoco (da A ferro e fuoco di Aban)